# Primeira fase da Copa Sul-Americana de 2020
A primeira fase da Copa Sul-Americana de 2020 foi disputada entre 4 e 27 de fevereiro.
As equipes se enfrentaram em jogos eliminatórios de ida e volta, classificando-se a que somasse o maior número de pontos. Em caso de igualdade em pontos, a regra do gol marcado como visitante seria utilizada para o desempate. Persistindo o empate, a vaga seria definida em disputa por pênaltis.

## Resultados
| Chave | Equipe 1           | Total       | Equipe 2             | Ida | Volta |
| ----- | ------------------ | ----------- | -------------------- | --- | ----- |
| E1    | Coquimbo Unido     | 3–1         | Aragua               | 3–0 | 0–1   |
| E2    | Vasco da Gama      | 1–0         | Oriente Petrolero    | 1–0 | 0–0   |
| E3    | Blooming           | 0–5         | Emelec               | 0–3 | 0–2   |
| E4    | Zamora             | 1–3         | Plaza Colonia        | 1–0 | 0–3   |
| E5    | Nacional Potosí    | 2–2 (3–4 p) | Melgar               | 0–2 | 2–0   |
| E6    | Atlético Grau      | 1–3         | River Plate          | 1–2 | 0–1   |
| E7    | Unión de Santa Fe  | 3–2         | Atlético Mineiro     | 3–0 | 0–2   |
| E8    | Bahia              | 6–1         | Nacional             | 3–0 | 3–1   |
| E9    | Fénix              | 3–2         | El Nacional          | 1–0 | 2–2   |
| E10   | Atlético Nacional  | 4–1         | Huracán              | 3–0 | 1–1   |
| E11   | Sol de América     | 2–0         | Goiás                | 1–0 | 1–0   |
| E12   | Mineros de Guayana | 4–5         | Sportivo Luqueño     | 2–3 | 2–2   |
| E13   | Vélez Sarsfield    | 2–2 (gf)    | Aucas                | 1–0 | 1–2   |
| E14   | Millonarios        | 2–1         | Always Ready         | 2–0 | 0–1   |
| E15   | Lanús              | 3–2         | Universidad Católica | 3–0 | 0–2   |
| E16   | Deportivo Cali     | 5–2         | River Plate-PAR      | 2–1 | 3–1   |
| E17   | Argentinos Juniors | 1–1 (gf)    | Sport Huancayo       | 1–1 | 0–0   |
| E18   | Fluminense         | 1–1 (gf)    | Unión La Calera      | 1–1 | 0–0   |
| E19   | Huachipato         | 2–0         | Deportivo Pasto      | 1–0 | 1–0   |
| E20   | Cusco              | 2–3         | Audax Italiano       | 2–0 | 0–3   |
| E21   | Independiente      | 2–2 (gf)    | Fortaleza            | 1–0 | 1–2   |
| E22   | Llaneros           | 0–7         | Liverpool            | 0–2 | 0–5   |

Todas as partidas estão no horário local.

### Chave E1
| 4 de fevereiro | Coquimbo Unido                          | 3 – 0     | Aragua | Estádio Francisco Sánchez Rumoroso, Coquimbo |
| 19:15 (UTC−3)  | Pereyra 67' · González 70' · Farfán 80' | Relatório |        | Árbitro: PAR José Méndez                     |

| 18 de fevereiro | Aragua        | 1 – 0     | Coquimbo Unido | Estádio Olímpico da UCV, Caracas |
| 18:15 (UTC−4)   | Fernández 13' | Relatório |                | Árbitro: BOL Ivo Méndez          |

Coquimbo Unido venceu por 3–1 no placar agregado.

### Chave E2
| 5 de fevereiro | Vasco da Gama | 1 – 0     | Oriente Petrolero | Estádio São Januário, Rio de Janeiro |
| 21:30 (UTC−3)  | Cano 20'      | Relatório |                   | Árbitro: ECU Augusto Aragón          |

| 19 de fevereiro | Oriente Petrolero | 0 – 0     | Vasco da Gama | Estádio Ramón Tahuichi Aguilera, Santa Cruz |
| 20:30 (UTC−4)   |                   | Relatório |               | Árbitro: VEN José Argote                    |

Vasco da Gama venceu por 1–0 no placar agregado.

### Chave E3
| 6 de fevereiro | Blooming | 0 – 3     | Emelec                          | Estádio Ramón Tahuichi Aguilera, Santa Cruz |
| 18:15 (UTC−4)  |          | Relatório | Barceló 28', 90+4' · Arroyo 87' | Árbitro: ARG Darío Herrera                  |

| 20 de fevereiro | Emelec                     | 2 – 0     | Blooming | Estádio George Capwell, Guaiaquil |
| 17:15 (UTC−5)   | Cevallos 27' · Burbano 57' | Relatório |          | Árbitro: COL Alexander Ospina     |

Emelec venceu por 5–0 no placar agregado.

### Chave E4
| 13 de fevereiro | Zamora       | 1 – 0     | Plaza Colonia | Estádio La Carolina, Barinas |
| 18:15 (UTC−4)   | González 49' | Relatório |               | Árbitro: BRA Rodolpho Toski  |

| 27 de fevereiro | Plaza Colonia                  | 3 – 0     | Zamora | Estádio Alberto Suppici, Colônia do Sacramento |
| 19:15 (UTC−3)   | Quintana 16' · Waller 18', 54' | Relatório |        | Árbitro: PAR Juan Benítez                      |

Plaza Colonia venceu por 3–1 no placar agregado.

### Chave E5
| 4 de fevereiro | Nacional Potosí | 0 – 2     | Melgar                | Estádio Víctor Agustín Ugarte, Potosí |
| 18:15 (UTC−4)  |                 | Relatório | Sánchez 5' · Arce 66' | Árbitro: URU Gustavo Tejera           |

| 18 de fevereiro | Melgar | 0 – 2     | Nacional Potosí | Estádio Monumental da UNSA, Arequipa |
| 19:30 (UTC−5)   |        | Relatório | Royón 77', 86'  | Árbitro: ECU Luis Quiroz             |

|                                     |       | Penalidades                                   |  |
| Aubert Tejeda Ávila Sánchez Fuentes | 4 – 3 | R. Cabrera Pérez Fierro Bustamante A. Cabrera |  |

2–2 no placar agregado, Melgar venceu por 4–3 na disputa de pênaltis.

### Chave E6
| 11 de fevereiro | Atlético Grau | 1 – 2     | River Plate             | Estádio Monumental, Lima |
| 17:15 (UTC−5)   | Ramírez 86'   | Relatório | Olivera 16' · Neris 24' | Árbitro: CHI Piero Maza  |

| 25 de fevereiro | River Plate | 1 – 0     | Atlético Grau | Estádio Alfredo Víctor Viera, Montevidéu |
| 19:15 (UTC−3)   | Olivera 15' | Relatório |               | Árbitro: PAR José Méndez                 |

River Plate venceu por 3–1 no placar agregado.

### Chave E7
| 6 de fevereiro | Unión de Santa Fe                    | 3 – 0     | Atlético Mineiro | Estádio 15 de Abril, Santa Fé |
| 21:30 (UTC−3)  | Bou 4' · Cabrera 43' · Carabajal 52' | Relatório |                  | Árbitro: VEN Jesús Valenzuela |

| 20 de fevereiro | Atlético Mineiro             | 2 – 0     | Unión de Santa Fe | Estádio Independência, Belo Horizonte |
| 21:30 (UTC−3)   | Otero 16' · Hyoran 29' (pen) | Relatório |                   | Árbitro: COL Nicolás Gallo            |

Unión de Santa Fe venceu por 3–2 no placar agregado.

### Chave E8
| 12 de fevereiro | Bahia                                  | 3 – 0     | Nacional | Arena Fonte Nova, Salvador |
| 21:30 (UTC−3)   | Gilberto 40' · Gregore 42' · Élber 50' | Relatório |          | Árbitro: CHI Roberto Tobar |

| 26 de fevereiro | Nacional           | 1 – 3     | Bahia                              | Estádio Luis Alfonso Giagni, Villa Elisa |
| 19:15 (UTC−3)   | Villagra 51' (pen) | Relatório | Élber 3' · Gilberto 32' (pen), 45' | Árbitro: ARG Patricio Loustau            |

Bahia venceu por 6–1 no placar agregado.

### Chave E9
| 5 de fevereiro | Fénix      | 1 – 0     | El Nacional | Estádio Alfredo Víctor Viera, Montevidéu |
| 19:15 (UTC−3)  | Pallas 81' | Relatório |             | Árbitro: BRA Bruno Arleu                 |

| 20 de fevereiro | El Nacional                 | 2 – 2     | Fénix                    | Estádio Olímpico Atahualpa, Quito |
| 19:30 (UTC−5)   | Matamoros 59' · Mejía 90+4' | Relatório | Franco 21' · Machado 81' | Árbitro: ARG Nicolás Lamolina     |

Fénix venceu por 3–2 no placar agregado.

### Chave E10
| 5 de fevereiro | Atlético Nacional                     | 3 – 0     | Huracán | Estádio Atanasio Girardot, Medellín |
| 19:30 (UTC−5)  | Muñoz 32' · Duque 38' · Hernández 42' | Relatório |         | Árbitro: BRA Anderson Daronco       |

| 19 de fevereiro | Huracán   | 1 – 1     | Atlético Nacional | Estádio Tomás Adolfo Ducó, Buenos Aires |
| 19:15 (UTC−3)   | Grimi 21' | Relatório | Andrade 15' (pen) | Árbitro: CHI Julio Bascuñán             |

Atlético Nacional venceu por 4–1 no placar agregado.

### Chave E11
| 11 de fevereiro | Sol de América | 1 – 0     | Goiás | Estádio Luis Alfonso Giagni, Villa Elisa |
| 21:30 (UTC−3)   | Viera 32'      | Relatório |       | Árbitro: PER Kevin Ortega                |

| 25 de fevereiro | Goiás | 0 – 1     | Sol de América   | Estádio Olímpico, Goiânia |
| 21:30 (UTC−3)   |       | Relatório | Novick 29' (pen) | Árbitro: URU Andrés Cunha |

Sol de América venceu por 2–0 no placar agregado.

### Chave E12
| 5 de fevereiro | Mineros de Guayana | 2 – 3     | Sportivo Luqueño                   | Polideportivo Cachamay, Ciudad Guayana |
| 18:15 (UTC−4)  | Blanco 38', 42'    | Relatório | Murillo 33' · Pitta 35' · Díaz 40' | Árbitro: BRA Flávio de Souza           |

| 19 de fevereiro | Sportivo Luqueño       | 2 – 2     | Mineros de Guayana          | Estádio Luis Alfonso Giagni, Villa Elisa |
| 19:15 (UTC−3)   | Noguera 36' · Lima 70' | Relatório | Escoe 10' · Lima 13' (g.c.) | Árbitro: PER Michael Espinoza            |

Sportivo Luqueño venceu por 5–4 no placar agregado.

### Chave E13
| 4 de fevereiro | Vélez Sarsfield | 1 – 0     | Aucas | Estádio José Amalfitani, Buenos Aires |
| 21:30 (UTC−3)  | Centurión 76'   | Relatório |       | Árbitro: BOL Gery Vargas              |

| 18 de fevereiro | Aucas                       | 2 – 1     | Vélez Sarsfield    | Estádio Gonzalo Pozo Ripalda, Quito |
| 19:30 (UTC−5)   | Alvarado 49' · Espinoza 66' | Relatório | Almada 90+6' (pen) | Árbitro: BRA Rodolpho Toski         |

2–2 no placar agregado, Vélez Sarsfield avançou pela regra do gol fora de casa.

### Chave E14
| 6 de fevereiro | Millonarios           | 2 – 0     | Always Ready | Estádio El Campín, Bogotá      |
| 19:30 (UTC−5)  | Silva 5' · Zapata 31' | Relatório |              | Árbitro: CHI Ángelo Hermosilla |

| 20 de fevereiro | Always Ready | 1 – 0     | Millonarios | Estádio Hernando Siles, La Paz |
| 18:15 (UTC−4)   | Cabrera 90'  | Relatório |             | Árbitro: ECU Franklin Congo    |

Millonarios venceu por 2–1 no placar agregado.

### Chave E15
| 12 de fevereiro | Lanús                        | 3 – 0     | Universidad Católica | Estádio La Fortaleza, Lanús |
| 19:15 (UTC−3)   | Acosta 53' · Orsini 75', 80' | Relatório |                      | Árbitro: PAR Éber Aquino    |

| 26 de fevereiro | Universidad Católica        | 2 – 0     | Lanús | Estádio Olímpico Atahualpa, Quito |
| 19:30 (UTC−5)   | Chalá 39' · Tévez 50' (pen) | Relatório |       | Árbitro: BOL Gery Vargas          |

Lanús venceu por 3–2 no placar agregado.

### Chave E16
| 11 de fevereiro | Deportivo Cali           | 2 – 1     | River Plate-PAR | Estádio Deportivo Cali, Palmira |
| 19:30 (UTC−5)   | Vásquez 5' · Arrieta 39' | Relatório | Pérez 77'       | Árbitro: PER Diego Haro         |

| 25 de fevereiro | River Plate-PAR | 1 – 3     | Deportivo Cali                            | Estádio Luis Alfonso Giagni, Villa Elisa |
| 21:30 (UTC−3)   | Pérez 53'       | Relatório | Rodríguez 13' · Palavecino 68' (pen), 89' | Árbitro: BRA Raphael Claus               |

Deportivo Cali venceu por 5–2 no placar agregado.

### Chave E17
| 11 de fevereiro | Argentinos Juniors | 1 – 1     | Sport Huancayo | Estádio Diego Armando Maradona, Buenos Aires |
| 19:15 (UTC−3)   | Hauche 71'         | Relatório | Lliuya 45'     | Árbitro: VEN Ángel Arteaga                   |

| 25 de fevereiro | Sport Huancayo | 0 – 0     | Argentinos Juniors | Estádio Huancayo, Huancayo    |
| 19:30 (UTC−5)   |                | Relatório |                    | Árbitro: URU Daniel Fedorczuk |

1–1 no placar agregado, Sport Huancayo avançou pela regra do gol fora de casa.

### Chave E18
| 4 de fevereiro | Fluminense    | 1 – 1     | Unión La Calera | Estádio do Maracanã, Rio de Janeiro |
| 21:30 (UTC−3)  | Evanilson 71' | Relatório | Castellani 74'  | Árbitro: COL Carlos Herrera         |

| 18 de fevereiro | Unión La Calera | 0 – 0     | Fluminense | Estádio Nicolás Chahuán Nazar, La Calera |
| 19:15 (UTC−3)   |                 | Relatório |            | Árbitro: PAR José Méndez                 |

1–1 no placar agregado, Unión La Calera avançou pela regra do gol fora de casa.

### Chave E19
| 12 de fevereiro | Huachipato          | 1 – 0     | Deportivo Pasto | Estádio CAP, Talcahuano     |
| 19:15 (UTC−3)   | Sepúlveda 86' (pen) | Relatório |                 | Árbitro: ECU Franklin Congo |

| 26 de fevereiro | Deportivo Pasto | 0 – 1     | Huachipato         | Estádio Departamental Libertad, Pasto |
| 19:30 (UTC−5)   |                 | Relatório | Sánchez Sotelo 81' | Árbitro: BRA Wilton Sampaio           |

Huachipato venceu por 2–0 no placar agregado.

### Chave E20
| 13 de fevereiro | Cusco                             | 2 – 0     | Audax Italiano | Estádio Monumental da UNSA, Arequipa |
| 19:30 (UTC−5)   | Vílchez 73' · Devecchi 83' (g.c.) | Relatório |                | Árbitro: ECU Luis Quiroz             |

| 27 de fevereiro | Audax Italiano        | 3 – 0     | Cusco | Estádio Nacional, Santiago  |
| 21:30 (UTC−3)   | Holgado 40', 45', 65' | Relatório |       | Árbitro: ECU Augusto Aragón |

Audax Italiano venceu por 3–2 no placar agregado.

### Chave E21
| 13 de fevereiro | Independiente | 1 – 0     | Fortaleza | Estádio Libertadores de América, Avellaneda |
| 21:30 (UTC−3)   | Fernández 51' | Relatório |           | Árbitro: COL Wilmar Roldán                  |

| 27 de fevereiro | Fortaleza                      | 2 – 1     | Independiente           | Arena Castelão, Fortaleza  |
| 21:30 (UTC−3)   | Juninho 27' (pen) · Marlon 79' | Relatório | Bruno Melo 90+3' (g.c.) | Árbitro: CHI Roberto Tobar |

2–2 no placar agregado, Independiente avançou pela regra do gol fora de casa.

### Chave E22
| 12 de fevereiro | Llaneros | 0 – 2     | Liverpool                    | Estádio La Carolina, Barinas |
| 20:30 (UTC−4)   |          | Relatório | Dávila 31' · Figueredo 45+1' | Árbitro: BOL Ivo Méndez      |

| 26 de fevereiro | Liverpool                                                                   | 5 – 0     | Llaneros | Estádio Luis Franzini, Montevidéu |
| 19:15 (UTC−3)   | Ocampo 13' · Pereira 20' · Correa 52' · Jiménez 90+1' (g.c.) · Alfaro 90+4' | Relatório |          | Árbitro: PER Kevin Ortega         |

Liverpool venceu por 7–0 no placar agregado.